# Fasansporrgök
Fasansporrgök (Centropus phasianinus) är en fågel i familjen gökar inom ordningen gökfåglar.

## Utseende och läte
Fasansporrgöken är en mycket stor gök. Adulta fåglar är streckade i rostbrunt utanför häckningstid. I häckningsdräkt är huvud och kroppens främre del svarta. Bland lätena hörs ett upprepat "whoop" och ett väsande kattliknande ljud.

## Utbredning och systematik
Fasansporrgöken delas in i sex underarter med följande utbredning:
- Centropus phasianinus mui – känd från ett exemplar från Timor (östra Små Sundaöarna)
- Centropus phasianinus spilopterus – förekommer i Kaiöarna i sydvästra Moluckerna
- Centropus phasianinus propinquus – förekommer i norra Nya Guinea (från Mamberamofloden till Astrolabe Bay)
- Centropus phasianinus nigricans – förekommer i sydöstra Nya Guinea och Yule Island
- Centropus phasianinus thierfelderi – förekommer i södra Nya Guinea och öar i nordvästra Torres sund
- Centropus phasianinus melanurus – förekommer i norra och nordvästra Australien
- Centropus phasianinus phasianinus – förekommer i kustnära östra Australien (från norra Queensland till norra New South Wales)

## Levnadssätt
Fasansporrgöken är en huvudsakligen marklevande fågel. Den kan ses flyga, men oftare springa eller flaxa fram över vägar eller klumpigt kraschande in i tät vegetation. Olikt många andra gökar är den inte boparasit.

## Status och hot
IUCN kategoriserar spilopterus och övriga underarter var för sig, båda grupper som livskraftiga.